# Hirotoshi Yokoyama
Hirotoshi Yokoyama (jap. 横山 博敏 Yokoyama Hirotoshi; ur. 9 maja 1975) – japoński piłkarz występujący na pozycji pomocnika.

## Kariera klubowa
Od 1998 do 2007 roku występował w klubach JEF United Ichihara, Yokohama FC, Ventforet Kofu i TDK.